# WBSC U-21ワールドカップ
WBSC U-21ワールドカップ（英語：WBSC U-21 Baseball World Cup ）とは、世界野球ソフトボール連盟（WBSC）主催により、隔年で開催される21歳以下の各国・地域代表選手で競われる野球の国際大会である。旧称は「21U野球ワールドカップ」。2016年大会からは「WBSC U-23ワールドカップ」となる。

## 大会概要
- 国際野球連盟（現・世界野球ソフトボール連盟）の国際大会再編時に、新たなカテゴリーの年代別大会として21歳以下の本大会が創設された。
- プロ選手の参加が認められる[4]。
- 23歳以下の選手（オーバーエイジ）も、条件付きながら参加できる（登録選手24名のうち、登録は6名、同時出場は3名まで）[2]。
- 本大会は2016年より23歳以下の大会「WBSC U-23ワールドカップ」に移行したため、第1回大会が最初で最後の開催となった。

## 歴代大会結果
| 回 | 開催期間           | 開催地 | 出場 | メダリスト           | メダリスト | メダリスト |
| 回 | 開催期間           | 開催地 | 出場 | 優勝                 | 準優勝     | 3位        |
| -- | ------------------ | ------ | ---- | -------------------- | ---------- | ---------- |
| 1  | 2014年11月7日-16日 | 台中市 | 11   | チャイニーズタイペイ | 日本       | 韓国       |